# ハッセルロート
ハッセルロート (ドイツ語: Hasselroth) は、ドイツ連邦共和国ヘッセン州マイン＝キンツィヒ郡の町村（以下、本項では便宜上「町」と記述する）である。

## 地理

### 隣接する市町村
ハッセルロートは、北はグリュンダウおよびゲルンハウゼン、東はリンゼンゲリヒト、南はフライゲリヒト、南西はローデンバッハ、西はランゲンゼルボルトと境を接している。

### 自治体の構成
この町は、ゴンツロート、ノイエンハスラウ（町役場所在地）、ニーダーミットラウの各地区からなる。この3つの地区は、地理的に相互に隔てられている。

## 歴史
ゴンツロートおよびニーダーミットラウの最も古い文献記録は、1151年のものである。しかし、この地域には、もっと古くからヒトが住み着いていた。

### 町村合併
ノイエンハスラウとゴンツロートは1971年に合併して新たな自治体ハッセルロートを形成した。その1年後に、条例に基づいてニーダーミッテラウがこれに加わった。

## 行政

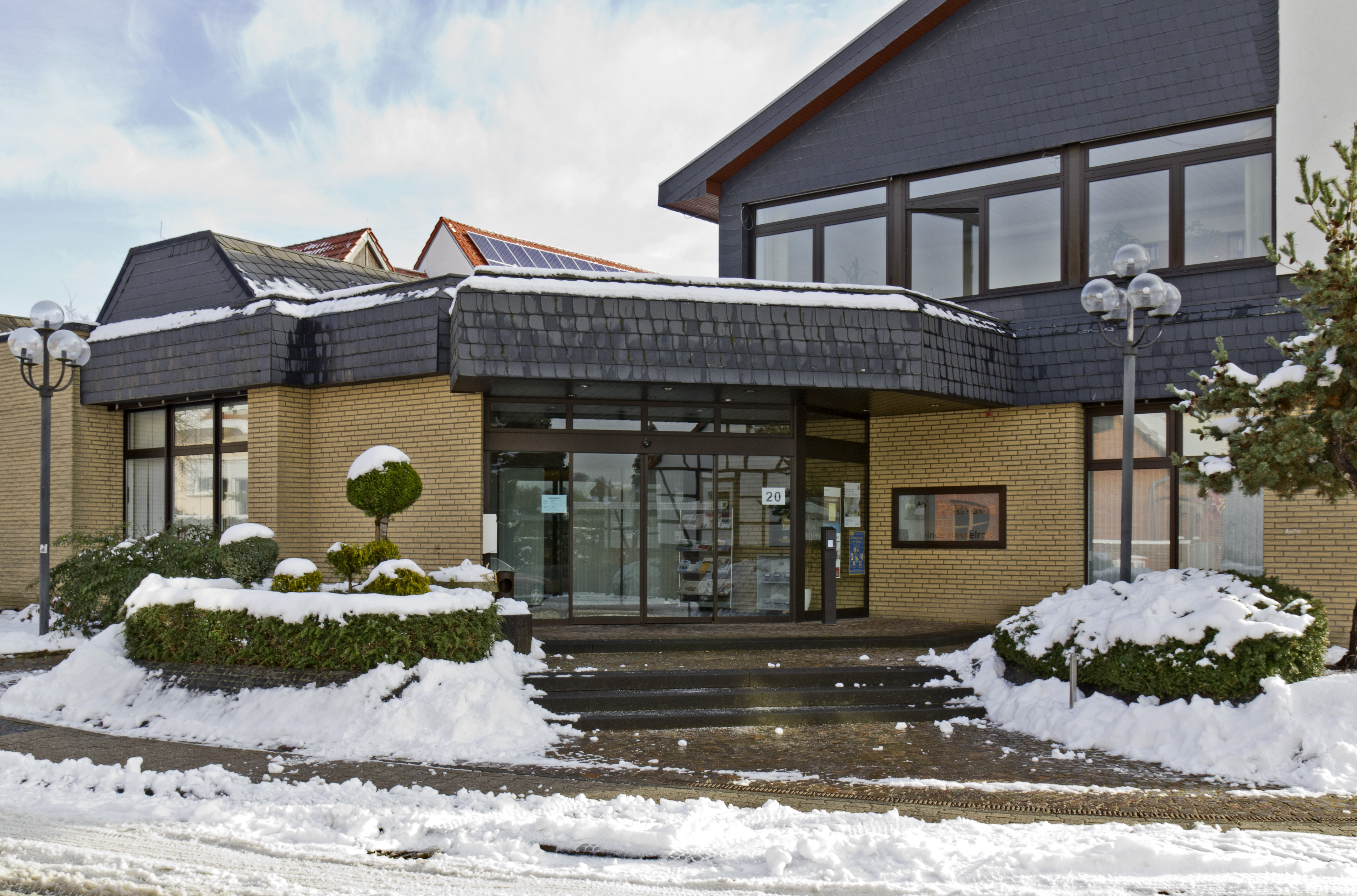
ハッセルロートの町役場

### 議会
ハッセルロートの町議会は、27議席からなる。

### 紋章
ハッセルロートの紋章の3つのハシバミ (Haselnuß) の実は、かつての集落名 "Hasela" を暗示している。

## 文化と見所

### スポーツ
ニーダーミットラウには、サッカークラブ（FC アレマニア 1905 ニーダーミットラウ）と、女子ランデスリーガでプレイするハンドボールクラブ（FSG アルテンハスラウ/ニーダーミットラウ）がある。ノイエンハスラウにはサッカークラブ（FV ヴィクトリア 06 ノイエンハスラウ）があり、その第2男子チームは2007/2008年シーズンに Kiaクライスリーガ D ゲルンハウゼンのチャンピオンになった。この他に、バレーボールチームが活発な体育クラブ（TG ノイエンハスラウ）もある。

### 博物館
ニーダーミットラウには郷土博物館がある。

## 経済と社会資本

### 交通
ハッセルロート町内にはニーダーミットラウ駅があり、フランクフルト・アム・マインとフルダとを結ぶ列車が利用できる。

### 教育
- ゴンツロート基礎課程学校
- ノイエンハスラウの基礎課程学校ハッセルバッハシューレ
- ニーダーミットラウの基礎課程学校アウヴィーゼンシューレ
- ハーナウのルートヴィヒ＝ガイスラー＝シューレの分校

## 引用
1. ↑  Hessisches Statistisches Landesamt: Bevölkerung in Hessen am 31.12.2023 (Landkreise, kreisfreie Städte und Gemeinden, Einwohnerzahlen auf Grundlage des Zensus 2011)]
2. ↑  2011年3月27日の町議会議員選挙結果、ヘッセン州統計局（2012年10月30日 閲覧）